# Krenosmittia truncatata
Krenosmittia truncatata är en tvåvingeart som beskrevs av Guo och Wang 2005. Krenosmittia truncatata ingår i släktet Krenosmittia och familjen fjädermyggor. Inga underarter finns listade i Catalogue of Life.